# Мобильная система Вооружённых сил
ОС МСВС — защищённая операционная система (ОС) общего назначения, предназначена для построения стационарных защищённых автоматизированных систем.
Необходимость разработки данной системы и требования к ней были определены по результату исследований, выполненных в 22 ЦНИИИМО под руководством А. В. Павлова.
Разработчик ОС МСВС — Всероссийский научно-исследовательский институт автоматизации управления в непромышленной сфере им. В. В. Соломатина (ВНИИНС).
Принята на снабжение в Вооружённых силах Российской Федерации в 2002 году. В 2010-х годах в ВС РФ начала массово внедряться другая операционная система — Astra Linux.
Как и любой дистрибутив, основанный на GNU/Linux, ОС МСВС — многопользовательская многозадачная сетевая ОС.
Функционирует на процессорах архитектур Intel, SPARC (Эльбрус-90микро), IBM System/390 и MIPS (комплексы серии Багет производства компании Корунд-М), поддерживает многопроцессорные конфигурации (SMP). Содержит средства мандатного управления доступом, списки контроля доступа, ролевую модель.

## История
2 июня 2015 года Минкомсвязь России издаёт «Протокол экспертной оценки проектов по импортозамещению инфраструктурного программного обеспечения», в котором проекты «Поддержка и совершенствование сертифицированной по требованиям безопасности информации ФСТЭК России Клиентской операционной системы МСВСфера 6.3 АРМ, созданной на базе OpenSource-решения CentOS» и «Поддержка и совершенствование сертифицированной по требованиям безопасности информации ФСТЭК России Серверной операционной системы с интегрированными серверными службами МСВСфера 6.3 Сервер, созданной на базе OpenSource-решения CentOS», занимает 3-е место по направлению «Клиентские операционные системы / Серверные операционные системы» протокола экспертной оценки.
Среди отечественных организаций, допущенных к реализации работ, указываются ООО «Национальный центр поддержки и разработки», ООО "Научно-производственное предприятие «Контех» и ЗАО «Профиль защиты»
В 2022 г. российский дистрибьютор программного обеспечения Softline выпустил компьютеры, которые работают на системе «МСВСфера», в ОС интегрированы пользовательские приложения, офисные сервисы, браузер Mozilla Firefox и прочее ПО.

## Сертификация
ОС МСВС 3.0 сертифицирована в системе сертификации средств защиты информации по требованиям безопасности информации Министерства Обороны РФ по:
- 2-му классу защищённости информации от НСД согласно РД[4]
- 1-му уровню классификации контроля отсутствия недекларированных возможностей согласно РД[5]

Сертификаты соответствия № 126/1 от 08.12.2005 г., № 417 от 21.02.2006 г., № 470 от 11.08.2006 г., № 471 от 14.08.2006 г., № 642 от 04.09.2007 г., № 646 от 20.09.2007 г., № 831 от 18.07.2008 г., № 909 от 06.11.2008 г.
По результатам сертификационных испытаний Министерства обороны Российской Федерации (Минобороны России) операционная система МСВС 5.0 получила следующие сертификаты по требованиям безопасности информации:
- ОС МСВС 5.0 (ЦАВМ.11004-01) № 1607 от 28.09.2011 г. — для 64-разрядной аппаратной платформы Intel 64;
- ОС МСВС 5.0 (ЦАВМ.11004-05) № 1785 от 05.02.2012 г. — для 64-разрядной аппаратной платформы PowerPC.

## Состав
В качестве среды рабочего стола используется elk, основанный на QVWM.
Менеджер пакетов — RPM.
| Обозначение                        | МСВС 3.0 80001-12 изм. 3                                           | МСВС 3.0 80001-16                                                  | МСВС 5.0 ЦАВМ.11004-01 изм. 7                                      |
| ---------------------------------- | ------------------------------------------------------------------ | ------------------------------------------------------------------ | ------------------------------------------------------------------ |
| Система защиты информации          | Встроенная                                                         | Встроенная                                                         | Встроенная                                                         |
| Модель защиты информации           | Дискреционная модель, мандатная модель, ролевая модель             | Дискреционная модель, мандатная модель, ролевая модель             | Дискреционная модель, мандатная модель, ролевая модель             |
| Совместимость СЗИ с другими ОС     | «Омоним-390ВС», «Оливия», МСВС 5.0                                 | «Омоним-390ВС», «Оливия», МСВС 5.0                                 | «Омоним-390ВС», «Оливия», МСВС 3.0                                 |
| Ядро                               | 2.4.32 (2.4.37.9 фактически)                                       | 2.6.16                                                             | 2.6.32                                                             |
| Файловая система мандатная         | EXT2, EXT3                                                         | EXT2, EXT3                                                         | EXT2, EXT3, EXT4                                                   |
| Поддержка других файловых систем   | FAT16, FAT32, NTFS (ro), ISO9660                                   | FAT16, FAT32, NTFS (ro), ISO9660                                   | FAT16, FAT32, NTFS (ro), ISO9660                                   |
| Длина имени файлов                 | до 256 байт                                                        | до 256 байт                                                        | до 256 байт                                                        |
| Графическая подсистема             | X-Window                                                           | X-Window                                                           | X-Window                                                           |
| Графическая система                | Xorg-x11-7.3                                                       | Xorg-x11-7.3                                                       | Xorg-x11-7.3                                                       |
| Тип                                | Клиент-серверная                                                   | Клиент-серверная                                                   | Клиент-серверная                                                   |
| Оконный менеджер                   | Elk, TWM, KDE, IceWM                                               | Elk, TWM, KDE, IceWM                                               | Elk, TWM, KDE, IceWM                                               |
| Графическая оболочка               | Elk-1.9.9                                                          | Elk-1.9.9                                                          | Elk-1.9.9                                                          |
| Поддержка многопроцессорных систем | Нет (до 32 процессоров с изм. 5)                                   | До 32 процессоров                                                  | До 32 процессоров                                                  |
| ОЗУ                                | 64 Гб                                                              | 64 Гб                                                              | 64 Гб                                                              |
| Встроенные сервисы                 | DNS, Telnet, NTP, FTP, TFTP, SFTP, DHCP, RIP, BGP, OSPF, PPP, PPTP | DNS, Telnet, NTP, FTP, TFTP, SFTP, DHCP, RIP, BGP, OSPF, PPP, PPTP | DNS, Telnet, NTP, FTP, TFTP, SFTP, DHCP, RIP, BGP, OSPF, PPP, PPTP |
| Поддерживаемые шины                | ISA, все PCI, SCSI, IDE, SATA, SAS, AGP, USB 2.0                   | ISA, все PCI, SCSI, IDE, SATA, SAS, AGP, USB 2.0                   | ISA, все PCI, SCSI, IDE, SATA, SAS, AGP, USB 2.0                   |
| Средства разработки в составе:     |                                                                    |                                                                    |                                                                    |
| Языки программирования             | C/C++, Perl, Python, Shell, Tcl                                    | C/C++, Perl, Python, Shell, Tcl                                    | C/C++, Perl, Python, Shell, Tcl                                    |
| Компилятор C/C++                   | 2.95.4, 3.3.6, 4.1.3                                               | 2.95.4, 3.4.6, 4.1.3                                               | 4.1.3                                                              |
| Системная библиотека               | glibc-2.3.6                                                        | glibc-2.4                                                          | glibc-2.5                                                          |
| Qt                                 | 4.6.3                                                              | 4.6.3                                                              | 4.6.x                                                              |
| Отладчик                           | gdb ver 6.8                                                        | gdb ver 6.8                                                        | gdb ver 7.2                                                        |
| Варианты инсталляции               | CD-ROM, НЖМД, Сеть                                                 | CD-ROM, НЖМД, Сеть                                                 | CD-ROM, НЖМД, Сеть                                                 |